# 1UP.com
1UP.com fue un sitio web sobre videojuegos, propiedad de UGO Entertainment, una división de Hearst Corporation, tras la adquisición de 1UP Network (a excepción de Electronic Gaming Monthly) de Ziff Davis. La red también incluyó GameVideos, MyCheats y GameTab.
Lanzado en 2003, 1UP.com ofrecía sus propias características originales, artículos de noticias, revisiones de juegos, y entrevistas de vídeo; también ampliaba artículos en EGM y exhaustivos artículos de contenido centrados en la PC (una extensión de la ya publicada Games for Windows: The Official Magazine). A diferencia de los sitios de juegos más viejos tales como GameSpot, IGN y GameSpy, 1UP.com fue construida desde el principio para ser una red social para videojugadores. Por ejemplo, su brazo centrado en trucos, MyCheats.com, se estableció para que los miembros de la comunidad puedan contribuir a la construcción de guías de juegos. Los videojugadores, editores y desarrolladores de videojuegos podían tener perfiles, blogs, y listas de amigos en el sitio, los cuales estaban integrados en el contenido editorial (avances/comentarios).
1UP.com organizaba un especial "historias de portada en línea" de una semana de duración (ejemplos incluyen Soulcalibur III, The Legend of Zelda: Twilight Princess, y Virtua Fighter 5) que presenta cada día un nuevo artículo de relato a fondo, entrevista con desarrolladores, galería de imágenes de juegos, secuencias de videojuegos, y/o vídeo del estudio de juegos y creadores.